# São Bento do Norte
São Bento do Norte là một đô thị thuộc bang Rio Grande do Norte, Brasil. Đô thị này có diện tích 288,637 km², dân số năm 2007 là 3527 người, mật độ 12,2 người/km².